# جاتمدوغ
جاتمدوغ (Sumerian </link></lin; d Ĝa 2 -tum 3 -dug 3;  تُعرف أيضًا بالحروف اللاتينية باسم Gatumdu) إلهة بلاد ما بين النهرين وتعتبر الإلهة الوصية على لجش ومرتبطة ارتباطًا وثيقًا بملوكها. كانت في البداية تُعبد فقط في هذه المدينة وفي نينا، ولكن في عهد جوديا بُني معبد لها في جيرسو. تظهر في عدد من المؤلفات الأدبية، بما في ذلك الترنيمة المنقوشة على أسطوانات جوديا ورثاء سومر وأور.

## الاسم والشخصية
معنى اسم جاتمدوغ غير معروف، على الرغم من أنه يمكن تصنيفه على أنه سومري لغويًا. وكان شكله الزمعي ma-ze 2 -ze 2 -be. وهي الإلهة الوصية على لجش، ويمكن وصفها مجازيًا بأنها أمها في مصادر الأسرة المبكرة. في الترنيمة المنقوشة على أسطوانات جوديا، تم مخاطبتها باعتبارها مؤسسها الإلهي أيضًا.
عِينها بعض ملوك لجش الأوائل، بما في ذلك إيناناتوم الأول وإينميتينا،كأمهم الإلهية، على الرغم من أن هذا الدور بالنسبة لحكام آخرين للدولة كان يتم من خلال إلهة محلية مختلفة،وهي باو، كما هو موثق في حالة إيناناتوم ولوغالاندا وأوروكاجينا). يمكن وصف Gatumdug بمصطلح ku 3، والذي يُترجم بشكل مختلف على أنه مقدس "أو "مقدس" أو "لامع" أو "لامع". 

## الارتباطات مع الآلهة الأخرى
أقترح في الدراسات السابقة أن Gatumdug و Bau كانا في البداية أسمين لنفس الإله، لكن Gebhard J. Selz [الإنجليزية] يعتبر هذا الأمر غير معقول. ومع ذلك، فمن الممكن دمجها في مصادر لاحقة.إثبت وجود معادلة مباشرة بينهما في قائمة الآلهةAn = Anum (اللوح الخامس، السطر 62). في مثال مبكر للترنيمة التوفيقية، التكوين البابلي القديم نينيسينا والآلهة (نينيسينا F في ETCSL)، يتم مساواة جاتمدوغ بدلاً من ذلك بالإلهة التي تحمل نفس الاسم.
في أسطوانات كوديا، تم تناول جاتمدوغ باعتباره ابنًا لـ An .

## يعبد
عُبد جاتمدوغ بالفعل في لجش في فترة الأسرات المبكرة. تظهر في أحد ترانيم زامي التي اكتشفت في أبو صلابيخ، وصفت بأنها إلهة الوصاية. Gebhard J. Selz [الإنجليزية] يشير إلى أنه في المصادر الأسرية المبكرة من ولاية لكش، تلقت عروضًا في مدينة لكش نفسها وكذلك في نينا (أثناء مهرجانات إلهة المدينة نانشي)، ليس في جيرسو، المدينة المرتبطة بباو، بدورها لم تتلق عروضًا في المدينتين السابقتين من هذه المدن الثلاث. ذُكر بناء معبد مخصص لجاتمدوغ في نقوش أور نانشي وإيناتوم وإنتيمينا. أقام أول هؤلاء الحكام تمثالاً يمثلها. وأشار بيندت ألستر إلى أن النقش الذي يخلد ذكرى هذا الحدث، والذي يذكر أيضًا تماثيل نانشي وشولساجا، هو أقدم نص معروف يذكر بشكل مباشر تماثيل مجسمة للآلهة. ذكرت مصادر من لكش أن المعبد أضرم فيه النار لوغالزاجيسي، الذي سرق أيضًا المعادن الثمينة واللازورد منه ودمر التماثيل المعروضة فيه. على الرغم من أهميتها الواضحة في لكش، إلا أن جاتمدوغ لم توثق إلا بشكل ضئيل نسبيًا في مصادر الأسرة المبكرة. كما لم يتم ذكرها في الأسماء الثيوفورية في هذه الفترة. ومن بين أعضاء رجال الدين المعتمدين لديها سانجا (مسؤول المعبد) وكاهنة نين دينجير.
احتفظت جاتمدوغ بأهميتها في عهد كوديا. أشارت إلى نفسها باعتبارها طفلها. يشير أحد أسماء أعوامه إلى بناء معبد مخصص لها. كان يقع في جيرسو. كما خصص لها تمثالاً يمثله كمهندس معماري في نفس المدينة. وفقًا لأحد نقوشه الأخرى، فقد خصصت له لاما (إله الحماية والوصاية). تعتبر المقاطع التي تشير إلى هذا الحدث دليلاً على اعتبار اللاما منفصلاً عن الإله الشخصي، حيث ثبت جيدًا أن نينجيشزيدا لعب هذا الدور للحاكم المذكور.
أستمرت عبادة جاتمدوغ في فترة أور الثالثة. وأستمر المعبد المخصص لها في العمل. قُدِّمت لها عروض مختلفة، بما في ذلك الزبدة والجبن والدقيق والتمر. ومن المعروف أيضًا وجود خرزة مخصصة لها لحياة الملك إبي سين بواسطة شخص معين يدعى إي-خيجال.

## في الأدب

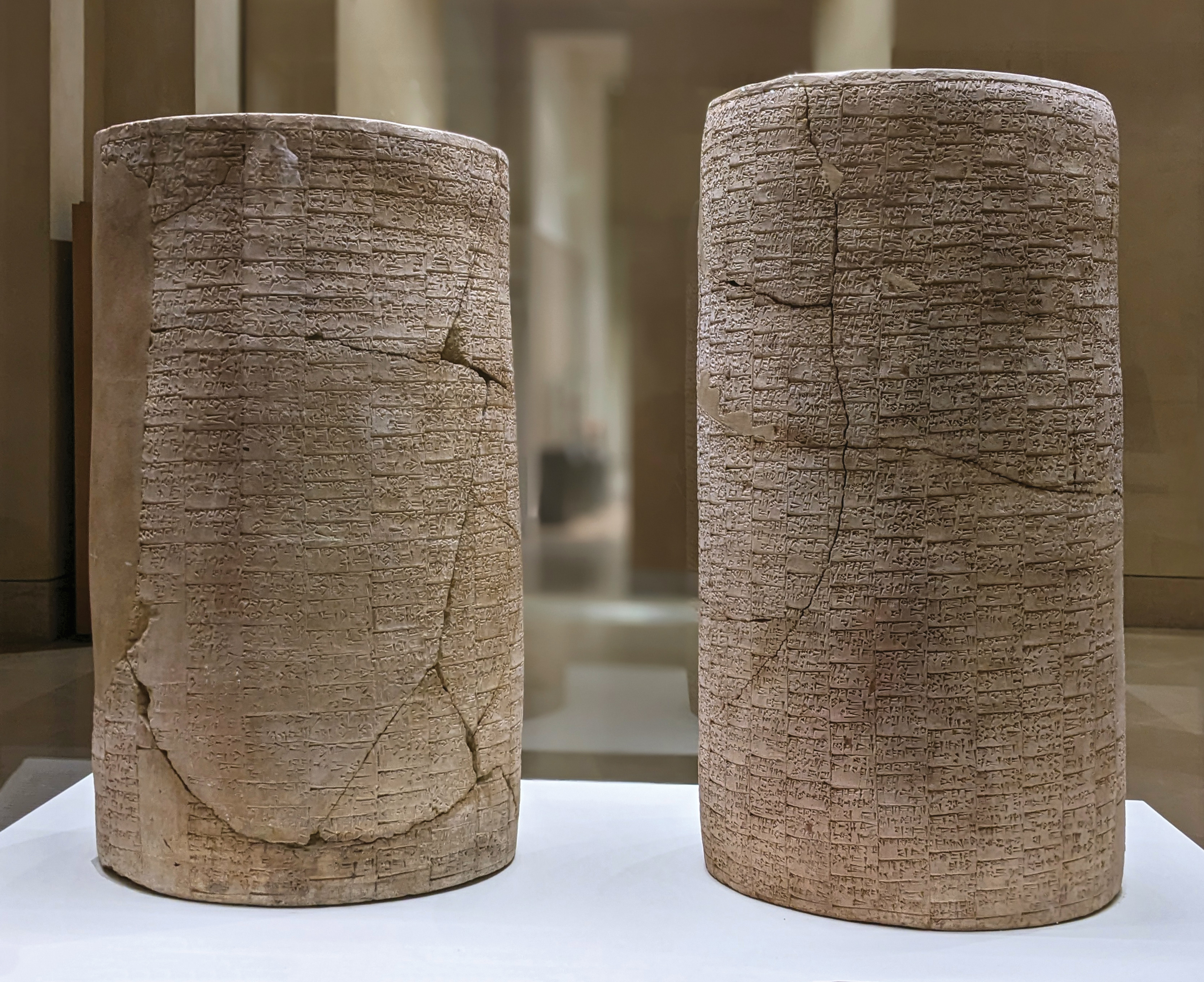
اسطوانات كوديا. اللوفر.

ذُكرت جاتمدوغ في النص المنقوش على أسطوانات كوديا، وهو ترنيمة لإحياء ذكرى إعادة بناء معبد نينجيرسو إي-نينو. إنها أول الآلهة التي أستشارها الحاكم الذي يحمل نفس الاسم فيما يتعلق بمعنى أحلامه. وفي استفساره أشار إليها باعتبارها أمه وأبيه. فتقوم بعد ذلك بتوفير الطوب اللازم لمشروع البناء الخاص به.
في مرثية سومر وأور، التي ألفت بعد سقوط سلالة أور الثالثة، كانت جاتمدوغ واحدة من الآلهة التي تخلت عن مراكز عبادتها أثناء الكارثة الموصوفة.
توجد إشارة متأخرة غير مباشرة إلى جاتمدوغ في ترنيمة ثنائية اللغة ( سوميرو - أكادية )لشولغي. أكتشف في نيبور ويرجع تاريخه إلى العصر البابلي القديم. يُنسب إلى فرد يحمل الاسم الإلهيUr-جاتمدوغ، ويُشار إليه باسم apkallu.